# Ius Teutonicum
Als Ius Teutonicum oder Libertas Teutonica wird die besondere Rechtsstellung der deutschen Siedler im Rahmen der mittelalterlichen Ostsiedlung in den nichtdeutschen Gebieten des östlichen Mitteleuropa bezeichnet. Dies beinhaltet eine weitgehende Exemtion von dem jeweiligen Landesrecht (vgl. hierzu Ius Slavicum, Ius Bohemicale, Ius Polonicum), insbesondere seinen Leistungspflichten, Beamten und Gerichten. Stattdessen wurde die Einführung der aus den Siedlungsgebieten mitgebrachten freiheitlichen, progressiven Verfassungs-, Rechts-, Wirtschafts- und Sozialordnung gewährt, welche sich wiederum auszeichnete durch Hufenverfassung, Erbzinsrecht, Rationalisierung von Arbeit und Abgaben, persönlicher Freiheit, Besitzsicherheit, selbstgewähltes materielles Recht, eigene Gerichtsbarkeit sowie die Gemeindebildung unter einem Lokator (Schulz, Vogt). Das ius Teutonicum erscheint sowohl als Dorfrecht wie auch als Stadtrecht in diversen Varianten, z. B. fränkisches, flämisches bzw. Lübecker oder Magdeburger Recht. Mit der Zeit wurde es nach Osten zunehmend auch nichtdeutschen Siedlungen verliehen und damit eine tiefgreifende Umgestaltung heimischer Verhältnisse in Gang gesetzt.